# Schlacht bei Austerlitz
Koordinaten: 49° 7′ 41″ N, 16° 45′ 44″ O
Kap Finisterre – Wertingen – Günzburg – Haslach-Jungingen – Elchingen – Ulm – Trafalgar – Caldiero – Mehrbach – Lambach – Bodenbühl – Steyr – Amstetten – Mariazell – St. Pölten – Kap Ortegal – Dürnstein – Schöngrabern – Wischau (Vyškov) – Austerlitz – San Domingo
Die Schlacht bei Austerlitz am 2. Dezember 1805, (französisch Bataille d’Austerlitz, tschechisch Bitva u Slavkova, russisch Битва под Аустерлицем) auch bekannt als die Dreikaiserschlacht, war einer der bedeutendsten und strategisch brillantesten Siege Napoleons während der Koalitionskriege. In der Nähe des heutigen Slavkov u Brna in Tschechien besiegte die Grande Armée mit rund 73.000 Mann die zahlenmäßig überlegene alliierte 85.000 Mann starke österreichisch-russische Armee unter der Führung von Zar Alexander I. und Kaiser Franz II. Die Niederlage führte zur Auflösung des Heiligen Römischen Reiches und stärkte Napoleons Vormachtstellung in Europa. Der anschließende Frieden von Pressburg bestätigte Frankreichs Kontrolle über weite Teile Mitteleuropas.

## Vorgeschichte
Nach der Kapitulation der Österreicher bei Ulm hatte Napoleon seinen Truppen den Befehl gegeben, rasch auf Wien, die österreichische Hauptstadt, zu marschieren. Im November 1805 hatte die französische Grande Armée mit etwa 200.000 Mann die österreichische Grenze überschritten und rückte entlang der Donau vor, wobei sie wichtige Städte einnahm und strategische Brücken sicherte. Die Österreicher hatten sich zurückgezogen, um sich neu zu formieren und sich den vorrückenden russischen Truppen unter General Michail Kutusow anzuschließen. Der österreichische Rückzug machte Wien verwundbar, und am 13. November 1805 drangen die Franzosen ohne Widerstand in die Stadt ein. Napoleon beschlagnahmte die Ressourcen Wiens, darunter das Arsenal und die Vorräte, um seine Armee zu verstärken. Kutusow versuchte, eine direkte Konfrontation mit Napoleon zu vermeiden, bis Verstärkung eintraf. Die Russen zogen sich in Richtung Mähren zurück, wobei er sich mehrere Gefechte mit den Franzosen bei Dürrenstein (11. November) und Schöngrabern (16. November) lieferte. Am 18. November erreichte Kutusow Wischau, wo er sich mit dem Korps von Friedrich von Buxhoeveden und den Österreichern unter Johann von Liechtenstein vereinigte.

## Schlacht

### Wetter

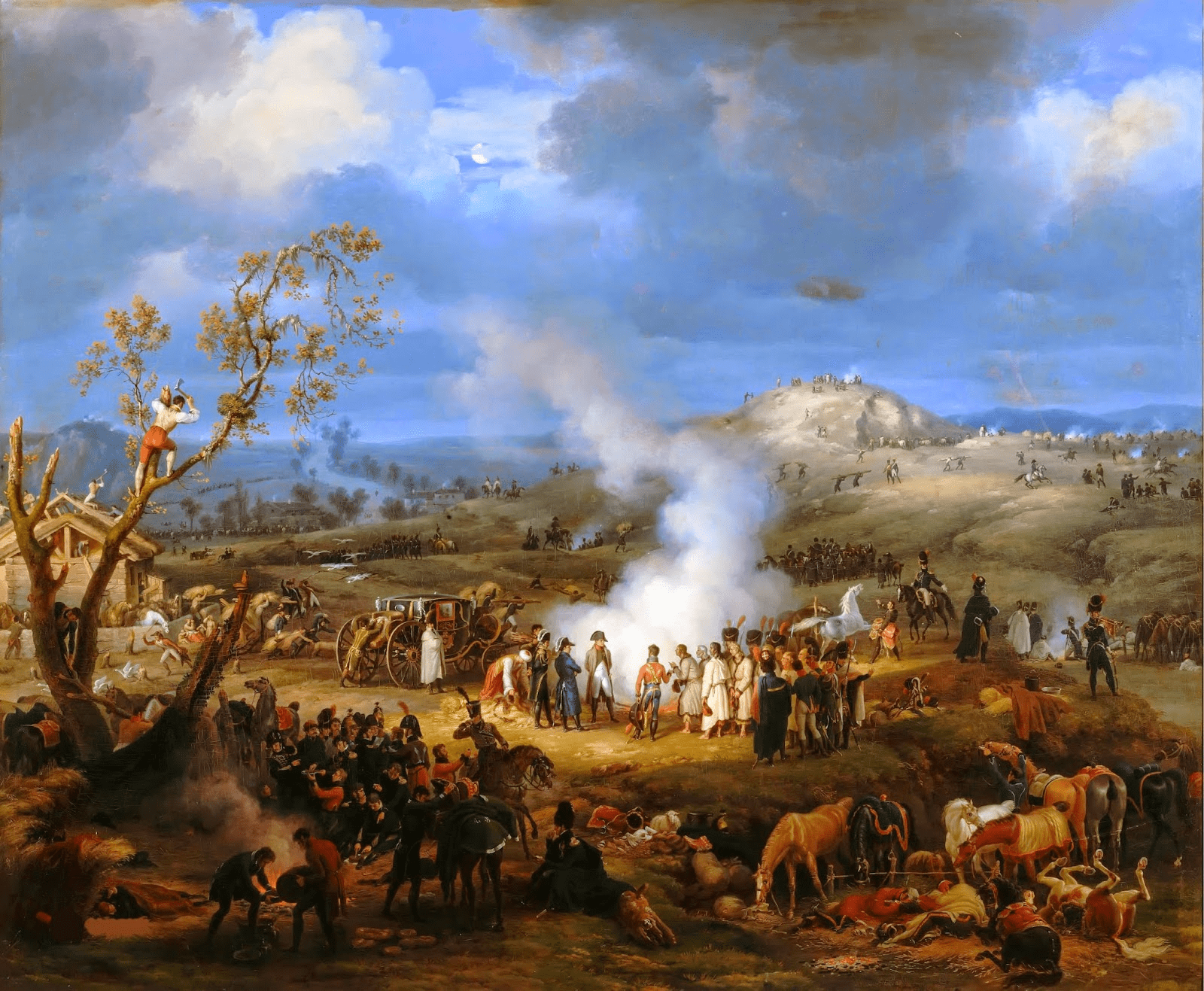
Vorabend bei Austerlitz, Gemälde von Louis-François Lejeune

Vor der Schlacht betrug die Temperatur zwischen 1 und 2,5 Grad Celsius. Am Abend des 1. Dezember 1805 wandelte sich das bewölkt-bedeckte Wetter zu einer wolkenlosen Nacht. Am 2. Dezember herrschte dichter Bodennebel, der erst am Morgen der Sonne von Austerlitz wich. Die Temperatur betrug während der Schlacht ca. 5 Grad, der Himmel am Nachmittag war bewölkt mit zeitweiligem Regen. Der Historiker Uhlíř hat folgende meteorologischen Daten für die Stadt Brünn zusammengetragen:
| Datum  | ds. Temp. | Wind    | Wetter       |
| ------ | --------- | ------- | ------------ |
| 29.11. | 1,1 °C    | schwach | Regen, Nebel |
| 30.11. | 2,0 °C    | schwach | Schneefall   |
| 1.12.  | 2,5 °C    | mittel  | Nebel        |
| 2.12.  | 5,2 °C    | schwach | Nebel, Regen |
| 3.12.  | 2,5 °C    | schwach | Schneeregen  |

### Schlachtplan

#### Alliierte

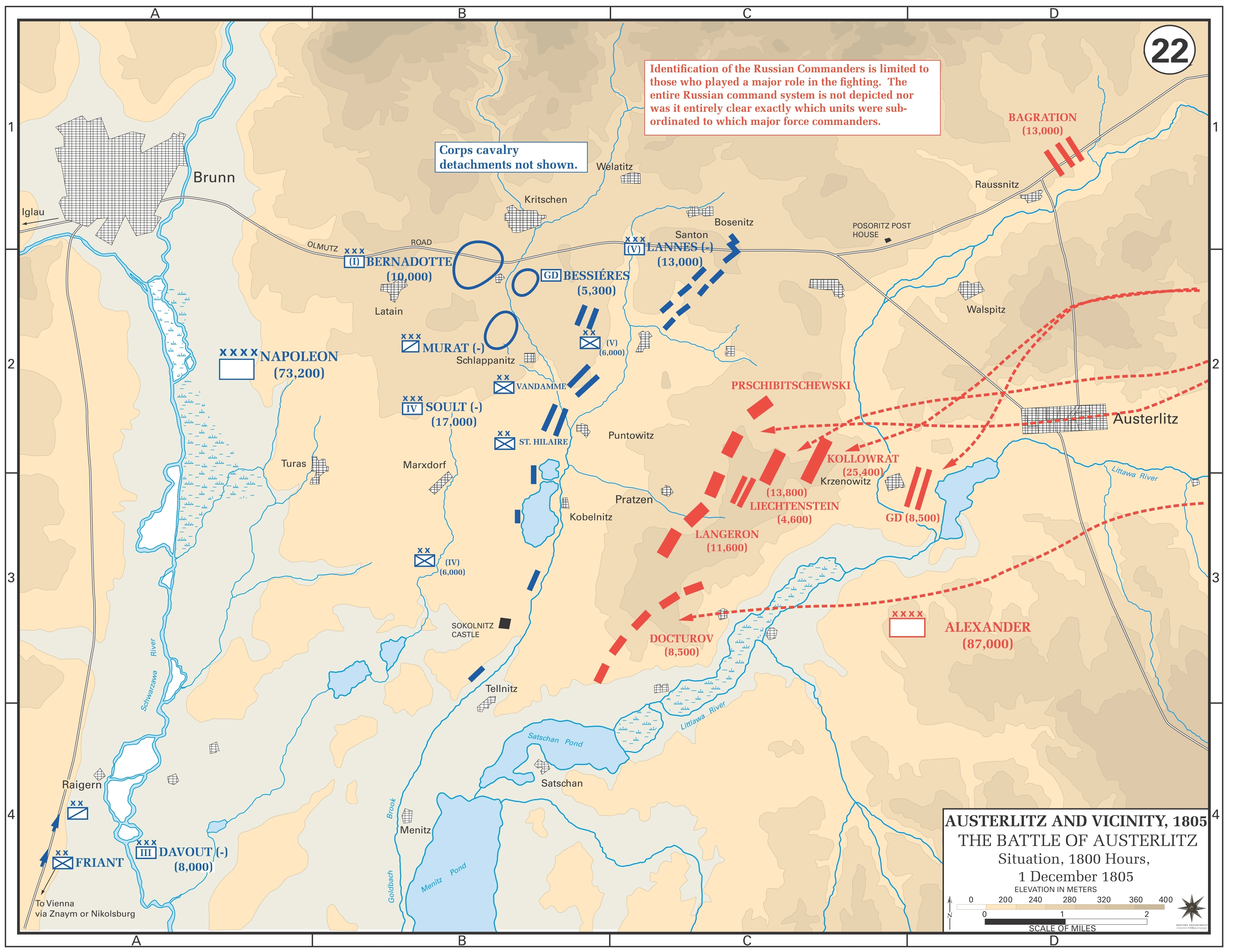
Die alliierten (rot) und französischen Truppen (blau) um 18 Uhr am 1. Dezember 1805.

Am Abend des 1. Dezember erreichten 85.400 alliierte Soldaten und 278 Geschütze das Feld. Nach ihrer Ankunft hatten der Zar und der österreichische Kaiser, die ihr gemeinsames Hauptquartier im Dorf Krenowitz eingerichtet hatten, den ganzen Nachmittag des 1. Dezember über das weitere Vorgehen beraten. Während Kaiser Franz I. weiterhin zur Vorsicht riet, verlangte Zar Alexander I., bestärkt durch Fürst Dolgorukow und andere Adlige, sofortiges Handeln. Unterstützt durch den österreichischen Generalstabschef Weyrother konnte sich Alexander I. durchsetzen. Zur Umsetzung des Plans teilte Weyrother die alliierte Armee in 7 Abteilungen. Die 1. und 2. Kolonne (Buxhowden) bildete den rechten Flügel. Die 4. und 5. Kolonne (Liechtenstein) bildete den linken Flügel und die 3. Kolonne (Bagration) das Zentrum. Buxhowden sollte mit seinen etwa 59.000 Mann den Hauptangriff leiten Angeführt von Feldmarschlleutnant (FML) Kienmayers Vorhut sollten die 13.600 Mann der 1. Kolonne von Generalleutnant Dochturow das Dorf Tellnitz einnehmen, nach Norden schwenken um sich der 2. Kolonne (11.700 Mann) unter Generalleutnant Langeron anzuschließen und gemeinsam den Goldbach überqueren.
Vor der Vereinigung mit Dochturow sollte Langeron zusammen mit der 3. Kolonne (10.000 Mann) von Przbysewskis Zokolnitz einnehmen. Nach der Überquerung des Flusses sollten alle drei einen entschlossenen Angriff gegen das französische Zentrum starten, das zu diesem Zeitpunkt vermutlich eine neue Front von Puntowitz bis Turas halten würde. Zur gleichen Zeit sollte die 4. Kolonne (23.900 Mann) unter Feldzeugmeister Kollowrath und Generalleutnant Miloradovitch, nach einem direkten Vorstoß von der Pratzener Höhe aus, einen Frontalangriff in den Rücken der französischen Kampflinie, die im Angelpunkt bei Puntowitz stand, unternehmen. In der Zwischenzeit sollte Bagration mit 13.000 Mann einen zweiten Angriff gegen Napoleons linke Flanke entlang der Straße Olmütz-Brünn durchführen um die dort stationierten französischen Truppen während der entscheidenden Manöver im Süden zu binden. Als Reserve befand sich hinter dem Zentrum die russische kaiserliche Garde (10.000 Mann) unter Großherzog Konstantin.

#### Franzosen
Napoleons Plan sah vor, dass die Korps von Soult und Lannes zusammen mit Murat – insgesamt etwa 53.000 Mann – in Richtung Brünn und Wischau vorstoßen sollten und dadurch, indem sie die Stadt Austerlitz und die benachbarten Pratzener Höhen in Besitz nahmen, die Aufmerksamkeit des Feindes auf sich zu ziehen. Napoleon spekulierte darauf, dass die Alliierten mit ihrer zahlenmäßigen Überlegenheit versucht sein würden, sich auf eine Schlacht einzulassen, bei der die Chancen fast zwei zu eins zu ihren Gunsten standen. Sobald der Feind den Köder geschluckt hatte, sollten die Korps von Bernadotte und Davout von Iglau bzw. Wien aus vorrücken, um seine Truppen für die eigentliche Schlacht auf eine Stärke von 75.000 Mann aufzustocken und so die Chancen auf ein vernünftigeres Verhältnis zu reduzieren.
Napoleon hatte seinen Plan bereits am Vorabend, am 1. Dezember 1805 um 20:30 Uhr, seinen Generalen übermittelt. Auf seinem linken Flügel befand sich das V. Korps (Lannes) das mit den Divisionen von General Caffarelli und Suchet die Straße von Olmütz besetzen sollte. Napoleon stellte ihm außerdem die Kavallerie von Murat zur Verfügung, bestehend aus den Kürassieren der Generäle d'Hautpoul und Nansouty, den Dragonern der Generale Walther und Beaumont und den Jägern der Generale Milhaud und Kellermann. Im Zentrum, hinter dem Goldbach, stand das IV. Korps (Soult) der mit den Divisionen von Vandamme und St. Hilaire den Bach bei den Dörfern Girzikowitz und Puntowitz überqueren und die Hochebene von Pratzen in Besitz nehmen sollte. Etwas weiter dahinter platzierte er die dritte Division von General Legrand. Etwa 2,5 km entfernt, bei Groß Raigern befand sich die Division von General Friant. Die Reserve bildete das I. Korps (Bernadotte), die kaiserliche Garde sowie die Division von General Oudinot. Auf diese Weise hielt er eine Masse von 25.000 Mann bereit, um sich an jeden Punkt zu begeben, an dem sie gebraucht wurden.

### Verlauf der Schlacht

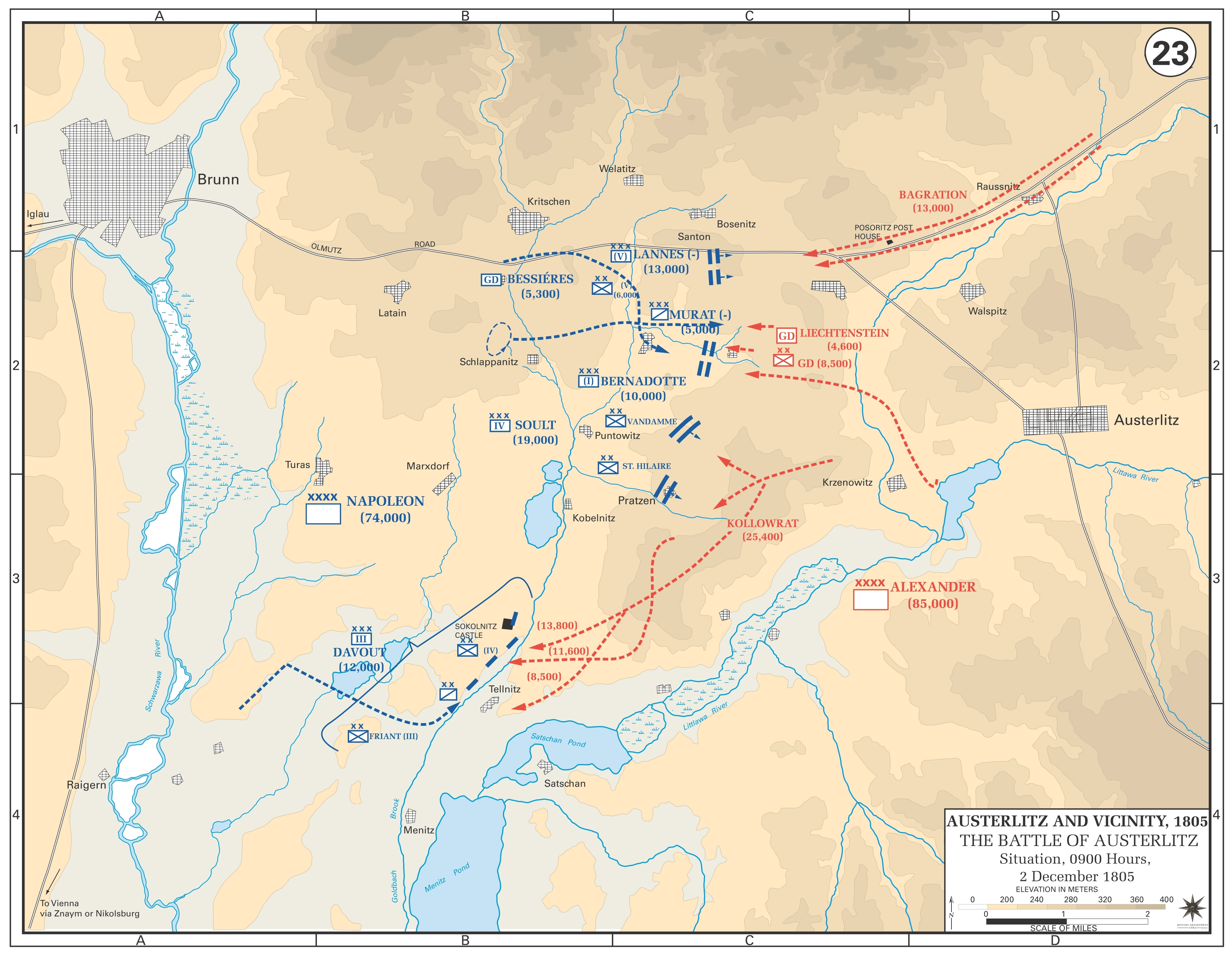
Die Situation um 9 Uhr am 2. Dezember 1805

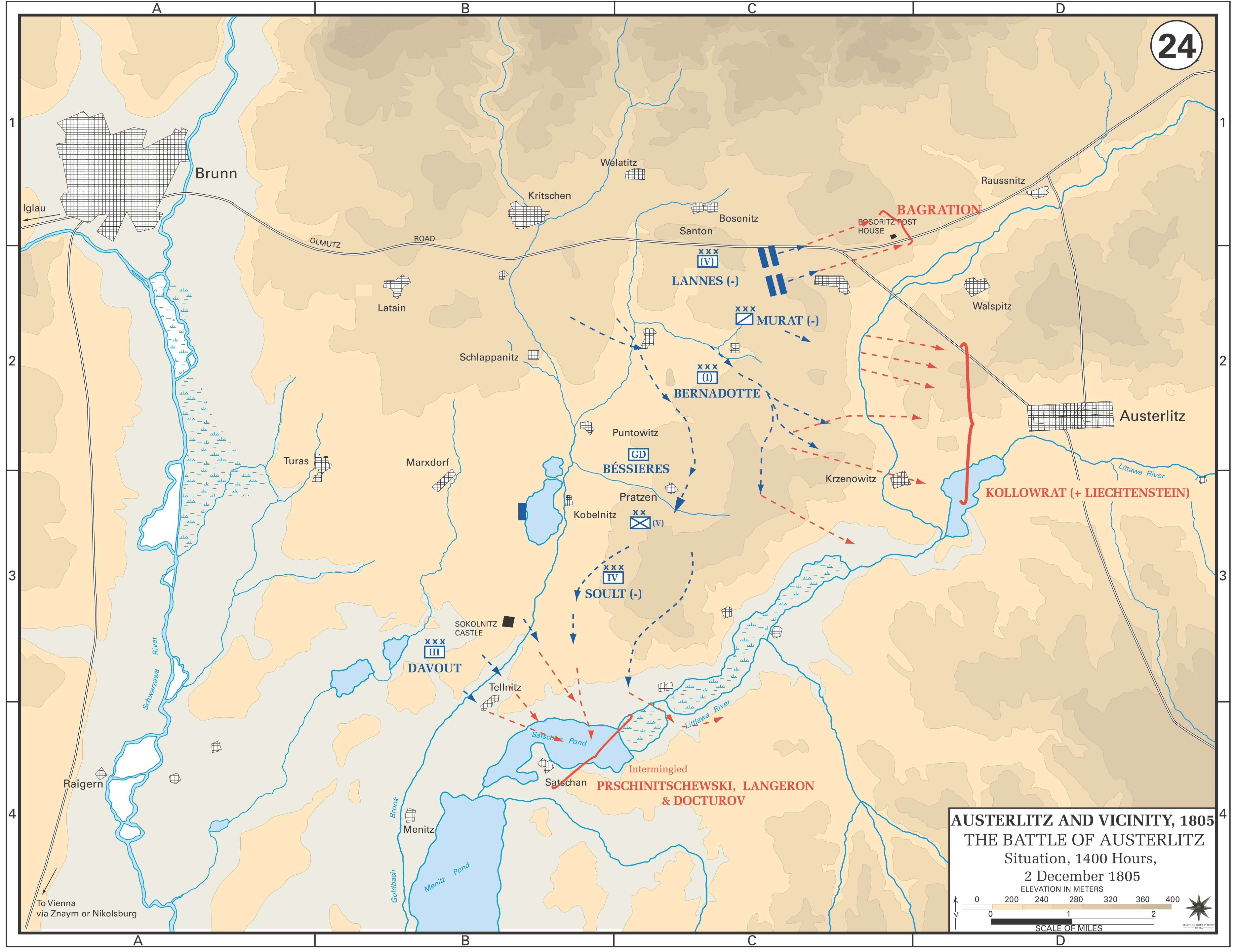
Die Situation um 14 Uhr am 2. Dezember 1805

→ Liste der Einheiten der französischen Armee in der Schlacht bei Austerlitz

#### Süden
Um 07:00 Uhr morgens hatte die Vorhut von General Kienmayer mit dem Angriff auf das Dorf Telnitz begonnen. Das Dorf wurde vom 3. Linieninfanterieregiment und einem Bataillon der korsischen Jäger verteidigt, die durch die Beschaffenheit des Geländes nicht zu sehen waren. Die Franzosen konnten mehrere Angriffe abwehren, doch als um 08:00 Uhr die 1. Kolonne (Dochturow) eintraf, zogen sie sich zurück. Nach der Überquerung des Goldbachs warf Kienmayer seine vierzehn Schwadronen in die Ebene hinter Telnitz gegen die leichte Kavallerie von General Margaron. Margaron hielt mehreren Angriffen stand, konnte sich aber gegen eine solche Masse an Kavallerie nicht behaupten. Da die Division von Friant unter der Führung von Marschall Davout noch nicht von Groß Raigern aus eingetroffen war, war die rechte französische Seite stark überfordert. Aber General Buxhövden musste, nachdem er lange gewartet hatte, seinerseits auf die 2. Kolonne warten (Langeron). Der Großteil der Kavallerie, die die Ebene rechts von den Russen und links von den Franzosen besetzen sollte, hatte den Befehl, der ihr diese Stellung vorschrieb, falsch verstanden: sie hatte sich daher nach Pratzen begeben und dort Stellung bezogen.
Sobald sie ihren Fehler entdeckt hatte, versuchte sie auf ihren vorgeschriebenen Platz zurückzukehren, wodurch sie den Vormarch der beiden Kolonnen verzögerte. Nachdem General Langeron endlich vor Sokolnitz angekommen war, begann er mit einem Angriff auf die Stadt. In der Zwischenzeit war General Friant mit seiner Division, die aus fünf Infanterie- und sechs Dragoner Regimentern bestand, aus Groß Raigern angekommen. Dadurch war es den Franzosen möglich einen Gegenangriff auf Sokolnitz zu starten. Nachdem er Sokolnitz besetzt hatte, ließ General Friant das 48. Infanterieregiment zurück um das Schloss von Sokolnitz von Pribyschewskis Kolonne zurückzuerobern. Zur gleichen Zeit hatte die Kolonne von Langeron einen erneuten Angriff auf Sokolnitz begonnen, worauf Friant das 111. Infanterie Regiment zurück beorderte um der neuen Bedrohung zu begegnen. Für den Rest des Vormittags kämpften 8.000 französische Infanteristen und 2.800 Kavalleristen gegen 35.000 Alliierte in einer quälenden Zermürbungsschlacht.

#### Zentrum
Während der Kämpfe auf der rechten Seite der Franzosen begann Marschall Soult um 09:00 Uhr seinen Angriff im Zentrum. Die beiden Divisionen von Vandamme und St. Hilaire, in geschlossenen Kolonnen formiert, bewegten sich zügig die Anhöhe von Pratzen hinauf. Vandammes Division bewegte sich nach links, St. Hilaires Division nach rechts des Dorfes Pratzen, das tief in einer Schlucht eingebettet ist, die am Goldbach-Bachlauf nahe Puntowitz endet. Noch bevor Soult mit seinem Angriff begann, hatte sich die 4. Kolonne (Kollowrath, Miloradovitch) auf der Anhöhe aufgestellt, Kollowarth mit zwei Eskadronen des österreichischen Dragonerregiments Nr 1., dem 2. Und 3. Bataillon des Nowgorod und dem 1. Grenadier Bataillon des Abşeron Infanterie Regiments auf dem Staré Vinohrady. Und Miloradovitch mit den Brigaden von Repninsky und Berg.
Auf der rechten Seite näherte sich General St. Hilaire rasch seinem Ziel, dem Dorf Pratzen. Ein erster Angriff wurde von den Russen abgewehrt; nach einem weiteren mussten sie sich jedoch zurückziehen. Währenddessen umging das 10. Leichte Infanterieregiment, an der Spitze der Division Saint-Hilaire, Pratzen und marschierte in Richtung des Pratzebergs. Im Süden hatte Sergej Kamensky den Beginn der Kämpfe auf der Pratze gehört. In hervorragender Initiative benachrichtigte er sofort Langeron und rückte mit seinen beiden Regimentern in Richtung Pratzeberg vor.
Die führenden Elemente seiner Brigade näherten sich gegen 10:00 Uhr dem einzigen Bataillon des 10. leichten Infanterieregiments von Morand auf dem Pratzeberg. Morand meldete die Annäherung der feindlichen Kolonne sofort an St. Hilaire, der das 1. Bataillon des 10. leichten Infanterieregiments und das 1. Bataillon des 36. Infanterieregiments von Nordosten nach Südosten verlegte und drei seiner Divisionsgeschütze unter Morands Kommando stellte. Kurz darauf erhielt St. Hilaire die Nachricht über die Annäherung einer Kolonne aus dem Norden, und da nicht klar war, ob es sich um eine österreichische oder bayerische Kolonne handelte, befahl St. Hilaire seinen Truppen, anzuhalten und die sich nähernde Kolonne zu beobachten. Da drei seiner fünf verfügbaren Bataillone bereits im Einsatz waren, um den sechs Bataillonen von Kamensky entgegenzutreten, blieben nur zwei Bataillone übrig, um sich dieser neuen Bedrohung entgegenzustellen. Insgesamt verfügte St. Hilaire über etwa 4.000 Mann. Ihm gegenüber standen die sechs Bataillone von Kamensky mit etwa 3.000 Mann sowie fünf österreichische Bataillone mit weiteren 2.500 Mann.
Zur gleichen Zeit startete Vandamme einen Angriff auf die österreichische Linie, hinter die sich die Russen von Miloradovich zurückzogen.
Die österreichische Linie hielt dem ersten französischen Angriff stand. Das Grenadierbataillon des Salzburger Infanterieregiments Nr. 23 trieb einen Teil der französischen Infanterie in einem Gegenangriff mit Bajonetten nach Nordwesten ab. Die Grenadiere wurden daraufhin von einer Einheit französischer Dragoner angegriffen und zurückgedrängt. Auf der Anhöhe reagierte Kollowrath schnell. Er befahl dem 6. Bataillon des Auersperg-Infanterieregiments Nr. 24, die Lücke zu schließen, die das Grenadierbataillon von der Hauptlinie trennte. Der Vorstoß des 6. Bataillons ermöglichte es den Grenadieren, sich von den französischen Dragonern zu lösen und neu zu formieren. Der Gegenangriff der Grenadiere war kostspielig, aber er stoppte Schiners Vormarsch und gab den russischen Bataillonen von Miloradowitsch Zeit, sich zu sammeln.
Als sich die Lage zu seiner Linken stabilisierte, führte Vandamme das 2. Bataillon des 4. Infanterieregiments in Richtung Blaziowitz. Nachdem der österreichische Vorstoß nach Blaziowitz von den französischen Dragonern zurückgeschlagen worden war verlagerte Vandamme seine Truppen nach Norden, um einen gebündelten Angriff auf die österreichische Rechte zu starten. Ganz links verstärkte Vandamme Brigadier Schiner mit dem 1. Bataillon des 4. Infanterieregiments und befahl Schiner, die österreichische Stellung von Nordwesten her anzugreifen. Brigadier Ferey sollte mit seiner eigenen Brigade (57. und 46. Infanterieregiment) und dem 55. Infanterieregiment aus der Brigade von Varé angreifen. Brigadier Candras nahm mit dem 28. Infanterieregiment eine Reserveposition ein. Brigadegeneral Varé mit dem 43. Infanterieregiment sollte die linke Seite von Vandamme mit der rechten Seite von St. Hilaire verbinden, die bei Pratze lag. Vandamme hatte St. Hilaire unwissentlich jede Möglichkeit genommen, einen Teil von Varés Brigade zurückzuholen, um der unerwarteten Bedrohung durch Kamensky zu begegnen, indem er die Hälfte von Varés Brigade in die Kämpfe am Stare Vinohrady zog.
In der Nähe des Pratzebergs waren inzwischen die ersten Bataillone von Kamensky eingetroffen. In Unkenntnis der Lage setzte Miloradovich Kamensky sofort seine führenden Bataillone ein, um die Franzosen, die den Pratzeberg besetzten, anzugreifen. Das 2. Bataillon des 10. leichten Infanterieregiments war zahlenmäßig im Nachteil, konnte aber aufgrund besserer Ausbildung den russischen Vorstoß entscheidend aufhalten. Die Russen erwiderten das Feuer, aber ihre unzureichende Kampferfahrung und das Auftauchen einer starken französische Kolonne hinter ihnen verringerten ihre Effektivität, während das französische Feuer schwere Verluste verursachte. Die Truppen von Kutusow, die nun mit den Truppen von General Jurczik vereint waren, bereiteten sich auf den Angriff vor. Kurz nach 10:00 Uhr rückten die österreichischen Bataillone unter Jurcziks Kommando vor, um die 2. Brigade von St. Hilaire unter der Führung von Brigadier Thiébault anzugreifen. Jurcziks drei führende Bataillone, das 6. Bataillon des Reuss-Greitz Infanterieregiments Nr. 55 das 3. Bataillon des Württemberger Infanterieregiments Nr. 38 und das Beaulieu Infanterieregiment Nr. 58, rückten gegen Thiébaults Stellung vor, während Jurcziks zwei verbleibende Bataillone, das 6. Bataillon des Kerpener Infanterieregiments Nr. 49 und das Lindenauer Infanterieregiment Nr. 29, auf einer niedrigen Anhöhe im hinteren Bereich in Reserve blieben. Während die Österreicher vorrücken, hielten die Franzosen ihr Feuer zurück, bis die Österreicher auf dreißig oder vierzig Meter herangekommen waren. Der österreichische Vormarsch verlangsamte sich und kam schließlich zum Stillstand, worauf die Franzosen zum Gegenangriff übergingen.
Gleichzeitig startete Vandamme den entscheidenden Angriff auf die alliierte Schlüsselstellung am Stare Vinohrady, während der alliierte Angriff auf die Pratze und den Pratzeberg ins Stocken geriet. Um 10:30 Uhr rückte Brigadier Ferey mit seinen sechs Bataillonen gegen die österreichische Stellung vor und griff die österreichische Linie von Nordwesten her frontal an. Fereys verstärkte Brigade war zahlenmäßig der gesamten ersten österreichischen Linie in Stare Vinohrady ebenbürtig. Während Ferey die Österreicher beschäftigte, positionierte Schiner seine drei Bataillone, um sie von Norden her anzugreifen. Kurz nachdem Ferey seinen Angriff auf die linke Seite der Österreicher gestartet hatte, griff Schiner mit drei Bataillonen die rechte Seite der Österreicher an. Auf der gesamten Länge der Pratzener Höhen von der Stare Vinohrady bis zum Pratzeberg tobten mindestens eine halbe Stunde lang heftige Kämpfe. Alarmiert durch beunruhigende Berichte traf Langeron gegen 10:30 Uhr am Pratzeberg ein. Langeron erkannte die Sinnlosigkeit einer Auseinandersetzung mit der besser ausgebildeten französischen Infanterie und befahl Kamensky einen Bajonettangriff. Morand führte den Gegenangriff an, der die Franzosen bis auf etwa 200 Schritte an die russische Verteidigungslinie heranbrachte. Nach dem gescheiterten Angriff schickte Langeron einen Offizier nach Buxhövden, der die Lage beschrieb und dringend Verstärkung anforderte.
Vandamme nutzte seine zahlenmäßige Überlegenheit und erweiterte seine Front, um den Druck auf Kollowraths Flanken zu erhöhen. Nach etwa einer Stunde Kampf brach der Widerstand der Österreicher schließlich zusammen. Trotz des Rückzugs der Österreicher auf der rechten Seite befahl Kutusow den Angriff auf den Pratzeberg fortzusetzen, in der Hoffnung, den Kamm der Höhen im Süden zurückzuerobern und damit eine Position, von der aus er eine Katastrophe über seine Armee verhindern konnte. Der Angriff geriet ins Stocken und die alliierte Infanterie fiel erneut zurück. Während Vandammes Truppen nun gegen Miloradowitschs Linie vorrückten, befahl Kutusow einen letzten Angriff der erneut scheiterte. Mit der Niederlage von Kollowraths Linie und dem gleichzeitigen Scheitern der Alliierten, den Pratzeberg zurückzuerobern, war die erste Phase von Napoleons Schlachtplan vollständig gelungen. Trotz des Auftreffens einer starken alliierten Kolonne, wo man sie nicht erwartet hatte, wurden die Höhen nach zwei Stunden intensiver Kämpfe gesichert. Während Kutusow den letzten verzweifelten Versuch unternahm, die Franzosen vom Pratzeberg zu vertreiben, um einen gewissen Vorteil auf den Höhen zu erlangen, machte Vandamme eine Pause, um seine erschöpften Bataillone neu zu formieren.

#### Norden
Gemäß dem Plan sollte Bagration seine Position auf den Hügeln um Posoritz halten, bis klar wurde, dass die Schlacht begonnen hatte. Dann sollte er vorrücken und die Franzosen vor sich hertreiben. Liechtensteins V. Kolonne, die vollständig aus Kavallerie bestand, würde die weite, leicht gewellte Ebene zwischen Bagration und der IV. Kolonne besetzen. Die kaiserlich-russische Garde unter Großfürst Konstantin unterstützte diese beiden Korps. Gegenüber von Bagration, etwa fünf Kilometer westlich, befanden sich das 5. Korps von Lannes und die Kavalleriereserve von Murat. Die Verwirrung, die im Morgengrauen auf österreichischer Seite herrschte hatte Liechtenstein daran, gehindert seine Stellungen zwischen den Dörfern Blazowitz und Krug rechtzeitig zu erreichen. Bagration war bereits in Bewegung, als die russische Kavallerie eintraf. Seine Linke stützte sich auf die Dörfer Krug und Holubitz während sich seine Rechte über die Straße Brünn-Olmütz hinaus bis zu den Anhöhen nordwestlich des Posthauses Posoritz erstreckte. Wie Bagration hatte auch Lannes den Befehl erhalten, vor Beginn der Schlacht nichts zu unternehmen und dann entlang der Straße Brünn-Olmütz vorzurücken. Er hatte die Division von Suchet links und die von Caffarelli rechts der Straße aufgestellt. Die Bataillone des 17. Leichten Infanterieregiments befanden sich auf dem Hügel Santon, und vor dem Dorf Bosenitz. Die vier leichten Kavallerieregimenter der Brigaden von Picard und Marizy befanden sich vor der Infanterie. Links von Suchet standen die Kavalleriebrigaden von Milhaud und Trelliard, rechts von Caffarelli die Dragoner unter Brigadier Boyé. Hinter der Infanterie bildeten die Kavalleriedivisionen von General Walther, Nansouty und d`Hautpoul die Reserve.
Napoleon hatte das erfolgreiche Gefecht auf der Pratzenhöhe von seinem Gefechtsstand auf der Zuranhöhe aus beobachtet. Berichte aus dem unteren Goldbach zeigten, dass die alliierten Truppen entlang des Goldbachs von Tellnitz bis Sokolnitz schwer bedrängt wurden. Zu seiner Linken, entlang der Straße von Brünn nach Olmütz, hatte der Rest von Napoleons erster Linie gegen 9.15 Uhr mit dem Vormarsch begonnen. Um 10.00 Uhr zwang der heftige Widerstand, auf den die Truppen von Marschall Lannes trafen, Napoleon jedoch dazu, seinen ursprünglichen Plan, die alliierte Rechte zu umgehen und ihre gesamte Armee nach Süden zu treiben, neu zu bewerten. Die Verwirrung, die im Morgengrauen auf österreichischer Seite herrschte, hatte Liechtenstein daran gehindert, seine Stellungen zwischen den Dörfern Blazowitz und Krug rechtzeitig zu erreichen. Die Reihenfolge der Kolonne war nun umgekehrt: Die österreichischen Kürassiere von FML Friedrich Ludwig Hohenlohe führten die Kolonne an, gefolgt von Generalleutnant von Essen mit der Brigade von Shepelev. Die Brigade von Uvarov hatte bereits den Befehl erhalten, Bagration auf der linken Seite zu unterstützen, während Hohenlohe um 8:30 Uhr in der Nähe des Dorfes Blaziowitz Stellung bezogen hatte. Um 09:00 Uhr war Shepelev zwischen Hohenlohe und Uvarov in Stellung gegangen. Ebenfalls um 09:00 Uhr erreichte die russisch kaiserliche Garde unter Großherzog Konstantin die Anhöhe östlich von Blaziowitz.
Gegen 9:15 Uhr gab Lannes den Befehl zum Vormarsch. Mit Kellermanns leichter Kavallerie an der Spitze rückte die gesamte Truppe in die Ebene zwischen Bosenitz und Blaziowitz vor. Die Bewegung der Franzosen war für die Alliierten unmittelbar sichtbar und löste erhebliche Beunruhigung aus. Liechtenstein, dessen Kavallerie den vorrückenden Franzosen am nächsten stand, befahl gegen 9:30 Uhr einen sofortigen Angriff. Die Plötzlichkeit und Wucht des russischen Angriffs ließ Kellermann wenig Zeit zu reagieren. Er befahl seinen Truppen, nach links zu schwenken um die Schusslinie für die Infanterie zu räumen. In der Zwischenzeit hatte Kellermann seine vier Regimenter auf der linken (nördlichen) Seite der französischen Kolonnen neu formiert um einen Gegenangriff zu starten Nach 15 Minuten Kampf waren die russischen Ulanen zum Rückzug gezwungen. Bagration ergriff die Initiative und befahl seinen Truppen, vorzurücken, um die Lücke zwischen seinen Truppen und der 5. Kolonne zu schließen.
Uvarov gab daraufhin Befehl gegen Kellermanns rechte Seite vorzurücken. Gezwungen, die Verfolgung der russischen Ulanen aufzugeben führte Kellermann seine verbleibenden drei Regimenter direkt auf die neue Bedrohung im Süden zu. In einem kurzen, aber heftigen Gefecht drängten die französischen Husaren die Elisabetgrad-Husaren kühn nach Süden zurück. Nach einer Pause, in der sie sich von der verwirrenden Angriffsserie erholen konnten, gerieten Kellermanns Husaren bald unter den Beschuss der russischen Artillerie im Süden und auf der Hauptstraße. Uvarov konnte jedoch die Gelegenheit nicht nutzen, um einen neuen Angriff auf Kellermann zu starten, da sich auf seiner linken Seite um Blaziowitz eine Krise entwickelte.
Währenddessen erreichte französisches Artilleriefeuer die russische Garde östlich von Blaziowitz und forderte schwere Verluste. Konstantin erkannte die Gefahr, dass die Franzosen Blaziowitz einnehmen und die alliierten Linien spalten könnten. Er befahl GM St. Priest, mit dem Jäger-Bataillon der Leibgarde und zwei Geschützen Blaziowitz zu sichern. Gleichzeitig rückten Lannes’ Truppen und das 13. leichte Infanterieregiment unter Oberst Castex aus entgegengesetzter Richtung auf Blaziowitz vor, während französische Dragoner südlich des Dorfes Stellung bezogen. St. Priests Jäger-Bataillon erreichte Blaziowitz zuerst, besetzte Häuser und Gärten und überraschte die Franzosen, die ihren ersten Angriff verloren. Oberst Castex wurde bei einem Angriff getötet, und es kam zu erbitterten Kämpfen. In Unterzahl forderte St. Priest Verstärkung von Konstantin an, der beschloss, nur begrenzte Unterstützung zu schicken, während er Reserven für weiterreichende Vorstöße der Franzosen zurückbehielt. Die Franzosen, verstärkt durch das 51. Infanterieregiment, griffen erneut von Westen an und umgingen die russischen Linien. Ohne weitere Verstärkungen ordnete er jedoch um 11:00 den Rückzug an während die Franzosen Blaziowitz einnahmen.
Zur gleichen Zeit verlagerte Liechtenstein seine österreichische Kavallerie südlich des Dorfes, um die Truppen auf den Höhen von Stare Vinohrady zu unterstützen, und überließ Uvarov die Deckung der Lücke zwischen Blaziowitz und Krug. Liechtensteins Kürassiere trafen gegen 10:30 Uhr ein und fanden die Österreicher unter schwerem französischen Beschuss vor. General Caramelli nutzte die Gelegenheit und führte das Lothringer Kürassierregiment Nr. 7 gegen Bernadottes vorrückende Infanterie, erlitt aber schwere Verluste. Auch ein weiterer Angriff des Nassauer Kürassierregiments Nr. 5 konnte die Franzosen nicht aufhalten und verzögerte ihren Vormarsch nur um dreißig Minuten. Indem Lichtenstein seine Kavallerie nach Stare Vinohrady verlegte, ermöglichte er Bernadotte mit Rivauds Division, seinen Vormarsch südlich von Blaziowitz wieder aufzunehmen. Um 11:30 Uhr hatten die Franzosen das Dorf erreicht und vergrößerten die Lücke zwischen Konstantins russischer Kolonne und der alliierten Linie. Um eine Spaltung der Armee zu verhindern, befahl Konstantin der russischen Garde, auf Blaziowitz vorzurücken. Die Bataillone der Garde starteten einen Bajonettangriff, aber der Angriff verlor bald an Schwung, da die Gardisten erschöpft waren, als sie Rivauds Hauptlinie erreichten. Das französische Feuer fügte ihnen schwere Verluste zu, und obwohl der russische Angriff Rivauds erste Linie zurückdrängte, wurde er von der zweiten aufgehalten.
Als sich die Kämpfe verschärften, erhielt Konstantin von Kutusow den Befehl zum allgemeinen Rückzug von den Höhen. Nach Rücksprache mit Liechtenstein beschloss Konstantin, sich in Richtung Krenowitz zurückzuziehen, um die 4. Kolonne zu unterstützen und den Kontakt zur Hauptarmee zu halten. Liechtenstein wies das Kaiser-Kürassier-Regiment Nr. 1 an, Konstantin zu unterstützen, während die anderen österreichischen Regimenter den Rückzug der 4. Kolonne deckten und den Weg nach Krenowitz offen hielten. Um 12:30 Uhr hatte sich die Infanterie der russischen Garde mit Unterstützung der Kavallerie und der Kaiser-Kürassiere gelöst, neu formiert und zog sich in Richtung Krenowitz zurück. Um 11:00 Uhr befahl Bagration einen Ablenkungsangriff auf Bosenitz. Das 5. Jägerregiment unter Fedor Gogel überraschen die französische Abteilung dort und drängen sie in Richtung Santon zurück. Als jedoch die auf dem Santon verschanzte 17. leichte Infantrieregiment das Feuer eröffnete, wurde der russische Angriff unter schweren Verlusten zurückgeschlagen. Gogels Männer zogen sich nach Bosenitz zurück, wurden aber bald durch einen französischen Gegenangriff unter Führung der 17. leichten Infanterieregiments und der Kavallerie von Milhaud und Trelliard zurückgedrängt. Der Angriff von Bagration auf Bosenitz war wenig erfolgreich, verzögerte aber den französischen Vormarsch um dreißig Minuten. Die Kämpfe bei Blaziowitz und die schweren Verluste der Alliierten verhinderten Napoleons geplante Umfassung. Die französische Infanterie blieb durch russisches Artilleriefeuer auf der Brünn-Olmütz-Straße gebunden. Dennoch überlagerten die Ereignisse auf den Pratzen-Höhen diese Rückschläge.

#### Rückzug
Bis zum Mittag hatten Napoleons Truppen Bagration auf der rechten Seite der Alliierten erfolgreich eingedämmt, Soult kontrollierte Pratzen in der Mitte und Davout verlangsamte den Vormarsch der Alliierten, während Oudinots Grenadiere die Nachhut unterstützten. Napoleon reorganisierte die französischen Streitkräfte, zog Bernadottes Korps aus den Kämpfen mit Bagration ab und richtete eine masse de décision am Goldbach ein. Außerdem verlegte er das kaiserliche Hauptquartier auf die Pratzen. Das französische Zentrum verlagerte Napoleon nach rechts, um Buxhowdens Kommando einzukesseln. Zu diesem Zeitpunkt stand nur noch die russisch kaiserliche Garde zur Verfügung um die Lücke zu füllen, die im Zentrum der Alliierten entstand.
Gegen 13:00 Uhr führte Großherzog Ferdinand vier neue Bataillone heran, um General Vandammes Division anzugreifen. Die russische Garde durchbrach die französische Linie ohne große Schwierigkeiten und wurde erst durch das konzentrierte Feuer der zweiten Linie zum Stillstand gebracht. Die russische Garde zog sich schließlich auf Krzenowitz zurück, um sich neu zu formieren. In diesem Moment erhielt Vandamme den Befehl Napoleons, nach rechts zu schwenken, wodurch er jedoch unweigerlich seine linke Flanke und Nachhut gefährdete. Großherzog Konstantin nutzte diese Gelegenheit und gab Befehl zu einer Kavallerie gegen Vandammes Flanke gefolgt von einem erneuten Frontalangriff der russischen Gardeinfanterie.
Trotz des erfolgreichen russischen Gegenangriffs hatten die Alliierten keine Reserven, um ihn auszunutzen. Ein Französischer Gegenangriff drängte die Reste der russischen kaiserlichen Garde in Richtung Krzenowitz zurück. Mit diesem Rückschlag hörte das alliierte Zentrum auf zu existieren. Als Reaktion auf diese Entwicklungen erließ Napoleon eine Reihe neuer Befehle. Die Einnahme der Pratzenhöhen wurde Bernadotte anvertraut; die Garde, die Grenadiere von Oudinot und das IV. Korps sollten nach Süden ausweichen, um Buxhowden von Norden und Osten her einzukesseln, während Davout von Westen her angriff. Um 14:30 Uhr war Buxhowden komplett isoliert, und weder von Kutusow noch vom Zaren waren Befehle zu erhalten. Vandamme besetzte kurz darauf Augezd, und das III. Korps (Davout) rückte auf die Dörfer Sokolnitz und Tellnitz vor. Daraufhin befahl der russische Marschall der Hälfte seiner Truppen den Rückzug nach Osten, bevor die Franzosen ihnen den Weg abschneiden würden.
Die verbleibenden Truppen wurden angewiesen, sich nur defensiv entlang des Westufers des Goldbachs zu formieren. Bis 15:00 Uhr hatten sich die Russen bis auf die zugefrorenen Seen und Sümpfe im Südenzurückgezogen. Die Division von Przbysewski und auch die halbe Division von Langeron geriet in Gefangenschaft. Buxhowdens Kolonne, die sich nach Osten zurückzog, wurde von Vandamme von Augezd aus in zwei Teile geteilt; Buxhöwden gelang es lediglich mit seiner Vorhut in Richtung Austerlitz zu entkommen. Die Überlebenden der 1. Kolonne (Doctorov), versuchten, über die zugefrorenen Seen zu entkommen, doch Napoleon befahl, das Eis mit 25 Kanonen zu beschießen. Im Norden begann Bagration ebenfalls mit dem Rückzug und um 16.30 Uhr waren die Kämpfe beendet. Die Franzosen waren zu erschöpft, um Bagration nachzusetzen; innerhalb der nächsten 40 Stunden gelang es ihm, 60 Kilometer Boden zwischen sich und das Schlachtfeld zu bringen.

## Nachwirkungen

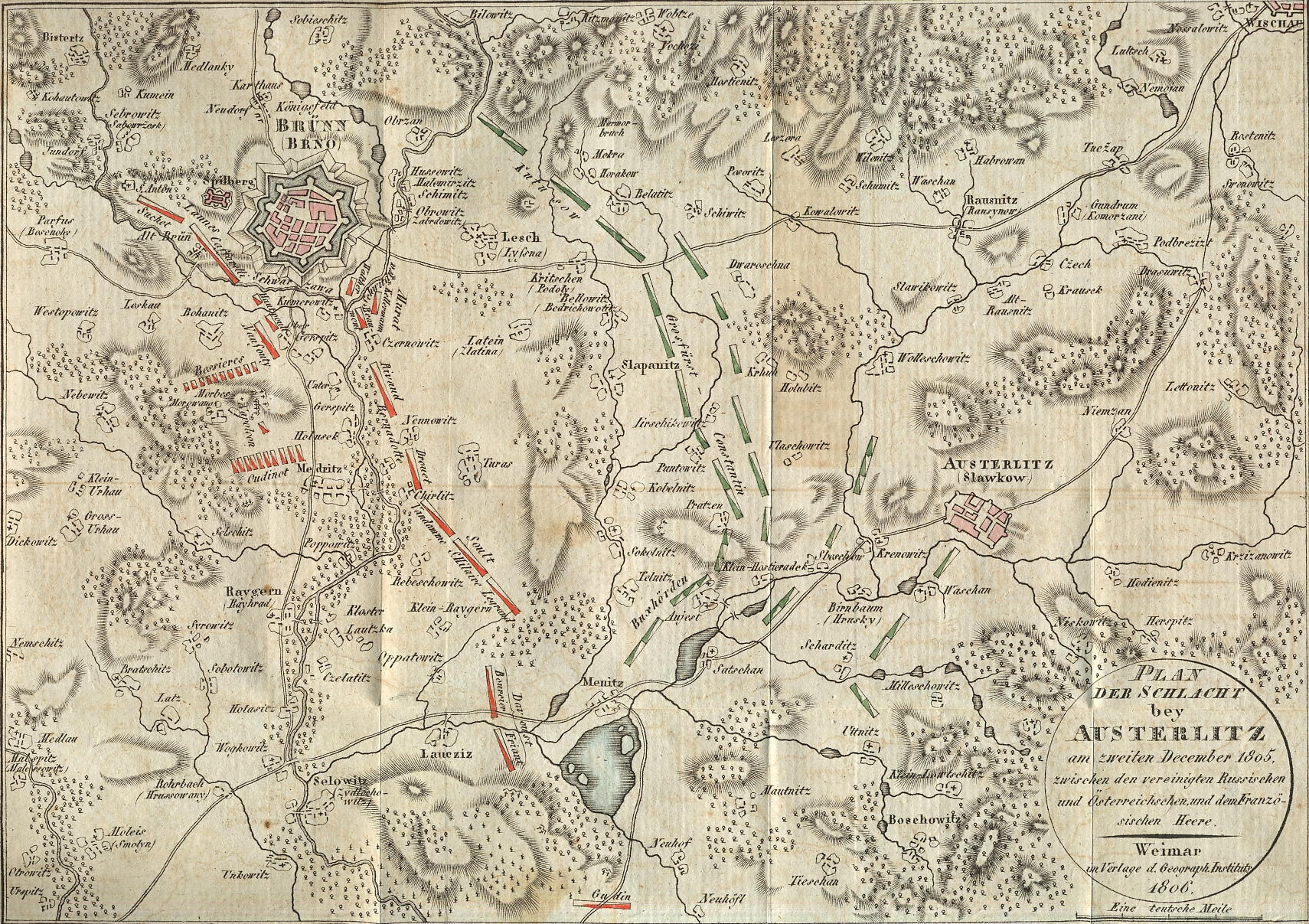
Plan der Schlacht bei Austerlitz am zweiten Dezember 1805

„Soldaten, sobald alles für das Schicksal und den Wohlstand unserer Heimat Notwendige getan sein wird, werde ich Euch nach Frankreich zurückführen. Dort werdet ihr zum Objekt meiner zärtlichsten Fürsorge werden. Mein Volk wird Euch mit Freude wiedersehen, und es wird genügen zu sagen: Ich war bei der Schlacht von Austerlitz, damit man antwortet: Siehe da, ein tapferer Mann.“

„Soldats, lorsque tout ce qui est nécessaire pour assurer le bonheur et la prospérité de notre patrie sera accompli, je vous ramènerai en France; là, vous serez l’objet de mes plus tendres sollicitudes. Mon peuple vous reverra avec joie, et il vous suffira de dire, J’étais à la bataille d’Austerlitz, pour que l’on réponde, Voilà un brave.“

In der Nacht vom 2. auf den 3. Dezember trafen die beiden Teile der Koalitionsarmee in Czeitsch auf der Straße nach Ungarn wieder aufeinander. In den frühen Morgenstunden begab sich Prinz Johann von Liechtenstein zu Napoleons Hauptquartier, um eine Unterredung zwischen den Kaisern Franz und Napoleon zu vereinbaren. Die Armee setzte ihren Rückzug fort, ohne von den Franzosen behelligt zu werden, die sie auf dem Weg nach Olmütz wähnten. Erst als sie Austerlitz erreichten, erkannte Napoleon seinen Irrtum und rief Murat und Lannes zurück. Am 4. Dezember überquerten die Koalitionäre bei Holic die March. Am selben Tag trafen sich Napoleon und Franz, um einen Waffenstillstand zu schließen, der am nächsten Tag in Kraft trat. Zar Alexander akzeptierte die von Franz gebilligten Bedingungen, die vorsahen, dass die russische Armee zu ihren Grenzen zurückkehren sollte. Austerlitz war ein überwältigender Sieg Napoleons. Seine Armee, die in den Feldlagern am Ärmelkanal hervorragend ausgebildet worden war, umging die ungeschickten und unkoordinierten Manöver der Koalitionäre vollständig. Beeinträchtigt durch die Anwesenheit von Zar Alexander, der den Oberbefehl übernahm und sich von einer ebenso arroganten wie unerfahrenen Entourage verleiten ließ, gelang es Napoleon, die Koalitionsarmee auf das von ihm ausgewählte Schlachtfeld zu locken.

### Verluste
Die Schlacht von Austerlitz forderte auf beiden Seiten hohe Verluste. Bei den Alliierten hatten die Russen 11.000 Tote und Verwundete (darunter etwa 2.000 die in den Seen ertranken) zu beklagen, während die Österreicher 600 Gefallene, 1.200 Verwundete und insgesamt 11.453 Kriegsgefangene (9.767 Russen und 1.686 Österreicher) verzeichneten. Insgesamt gingen 32 % der österreichisch-russischen Armee sowie 45 Fahnen und 180 Kanonen verloren. Die französischen Sieger hingegen mussten 1.305 Gefallene, 6.940 Verwundete und 573 Kriegsgefangene hinnehmen. Während des gesamten Feldzugs von 1805 erlitt Österreich insgesamt etwa 90.000 Verluste, Russland 50.000 und Frankreich und seine Verbündeten 35.000.

## Schlachtfeld heute

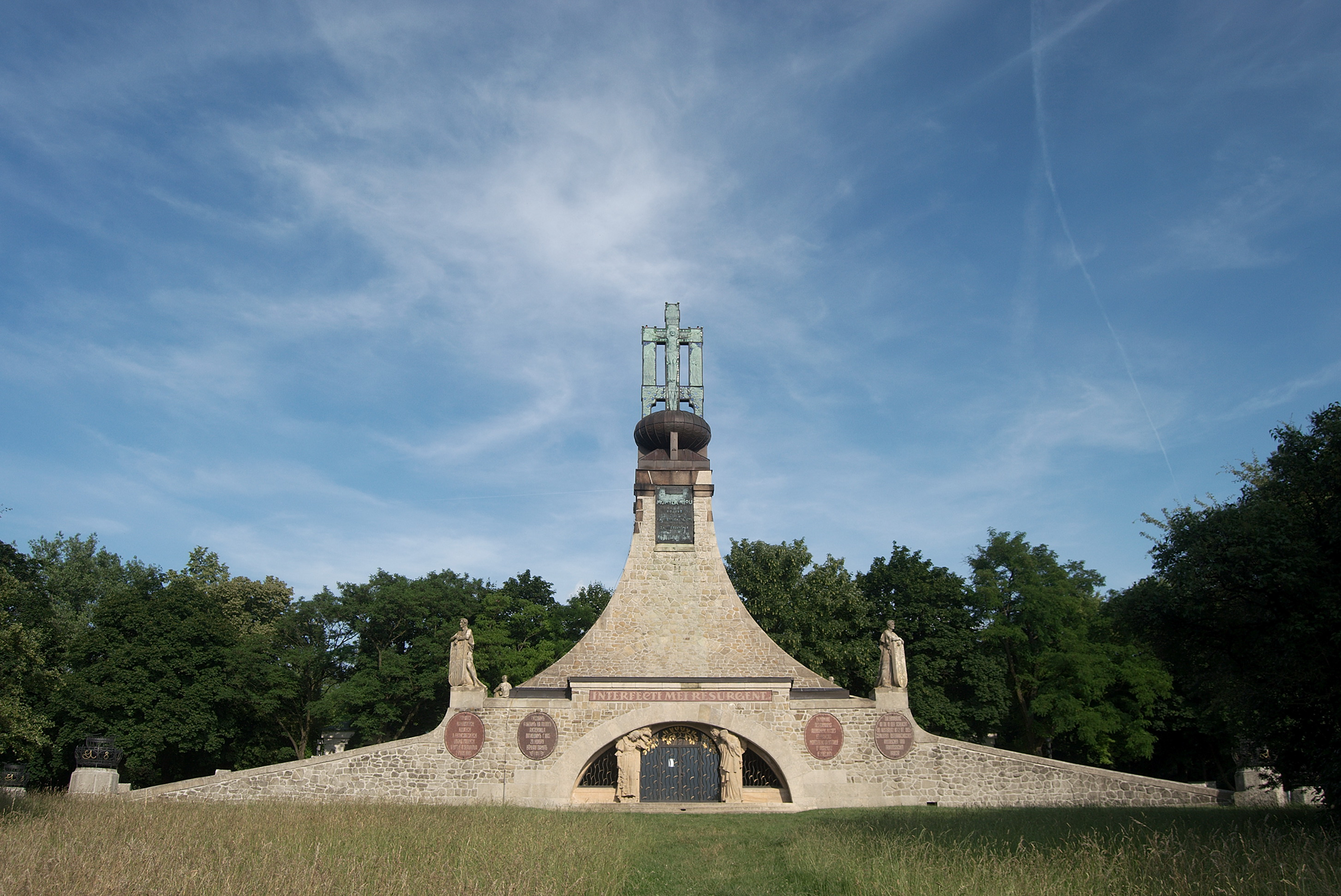
Der 28 Meter hohe Grabhügel des Friedens

1912 wurde auf dem Pratzberg ein Friedensdenkmal der Grabhügel des Friedens (Mohyla míru)errichtet in dem sich ein eine Kapelle, mit Beinhaus befindet, in dem die sterblichen Überreste von Opfern der Kämpfe ruhen. In der Nähe befindet sich ein Denkmal für den einzigen tschechischstämmigen General der Schlacht, Jirčik, und seine Brigade, die an dieser Stelle gekämpft haben. Im Jahr 1999 erklärte die tschechische Regierung das Schlachtfeld zu einer historischen Stätte, was seinen Zustand für zukünftige Generationen sichern sollte.

## Weiterführende Literatur
- David G. Chandler: Austerlitz 1805. Battle of the three emperors. Michelin House, London 1994, ISBN 0-85045-957-5 (englisch).
- Francois-Guy Hourtoulle: Austerlitz, The Empire at ist Zenith. Histoire & Colectiona, Paris 2003, ISBN 2-913903-71-1 (englisch).
- Clemens Janetschek: Die Schlacht bei Austerlitz. 2. Dezember 1805. Brünn 1898, OCLC 504606401.
- Henri Lachouque: Napoléon à Austerlitz. Guy Victor, Paris 1961, OCLC 604041413 (französisch).
- Wilhelm Rüstow: Der Krieg von 1805 in Deutschland und Italien. Als Anleitung zu kriegshistorischen Studien. II Auflage. Meyer & Zeller, Zürich 1859, OCLC 32255790.
- Jean Thiry: Ulm, Trafalgar, Austerlitz. In: Napoléon Bonaparte. Band VII. Berger-Levrault, Paris 1962, OCLC 250966293.
- Giles MacDonogh: The Great Battles. 50 key battles from the ancient world to the present day. Quercus, London 2010, ISBN 978-1-84916-490-0.
- Pierre Miquel: Austerlitz. La bataille des trois empereurs. Michel, Paris 2005, ISBN 2-226-15587-2.
- Thierry Rouillard und Stéphane Le Couëdic (Hrsg.): Campagne d’Austerlitz. 1805 (Du Directoire à l'Émpire; Band 17). Vouivre, Saint-Martin 1999, ISBN 2-912431-10-7.
- Kajetan Unterweeger:  Im Schatten von Austerlitz (Deutsche Bibliothek im Osten). Nicolai, Berlin 2001, ISBN 3-87584-564-1.
- Austerlitz. Napoléon au cœur de l’Éurope. Actes du colloque, Musée de l’Armée, Paris 30. Novembere – 3 décembre 2005 (Hautes études militaires; Band 30). Economica, Paris 2007, ISBN 978-2-7178-5362-9.